# Густина пластової нафти
Густина пластової нафти (рос. плотность пластовой нефти; англ. density of oil in peace; нім. Schichtenerdöldichte f) — маса нафти, вилучена з надр із збереженням пластових умов, в одиниці її об’єму (кг/м3). 
Г.п.н. має звичайно значення 400-800 кг/м3 і зі збільшенням газовмісту нафти і температури зменшується проти густини сепарованої нафти на 20-40% і більше.
За густиною пластові нафти поділяють на легкі (менше 850 кг/м3) і важкі (понад 850 кг/м3). Нафту густиною понад 1000 кг/м3 називають мальтою.
У пластових умовах густина нафти на 6-15% менша за густину дегазованої нафти. 
Наявність розчиненого у пластовій нафти газу та підвищення температури призводить до зниження її густини, а збільшення тиску, навпаки, підвищує густину нафти. Проте вплив перших двох факторів значно сильніший.